# Sponholz Peak
Der Sponholz Peak ist ein 1730 m hoher Berg im Ellsworthgebirge des westantarktischen Ellsworthlands. In der Heritage Range ragt er 4 km südlich des Moulder Peak in den Liberty Hills an der Westseite des Horseshoe Valleys auf.
Das Advisory Committee on Antarctic Names benannte ihn 1966 nach Martin P. Sponholz, einem Meteorologen des United States Antarctic Program, der während des antarktischen Winters 1966 auf der US-amerikanischen Plateau-Station tätig war.